# Magliano di Tenna
Magliano di Tenna er en italiensk by (og kommune) i regionen Marche i Italien, med omkring 1.414(2023) indbyggere. 